# روبرت نوفاك
روبرت نوفاك (بالإنجليزية: Robert Novak) (و. 1931 – 2009 م) هو كاتب العمود، وصحفي من الولايات المتحدة الأمريكية ولد في جوليت. عمل لصالح صحيفتين قبل خدمته في الجيش الأمريكي خلال الحرب الكورية، وأصبح مراسلًا لوكالة أسوشيتيد برس ثم لصحيفة وول ستريت جورنال. تعاون مع رولاند إيفانز في عام 1963 لبدء عمود التقرير الداخلي/إنسايد ريبورت، والذي أصبح أطول عمود سياسي منتشر في تاريخ الولايات المتحدة ونُشر في مئات الصحف. بدأ الاثنان أيضًا في عام 1967 تقرير إيفانز-نوفاك السياسي/إيفانز-نوفاك بوليتيكال ريبورت، وهو نشرة إخبارية نصف شهرية بارزة.
لعب نوفاك وإيفانز دورًا مهمًا لصالح شبكة سي إن إن بعد تأسيس الشبكة. عمل بصفنه شخصية تلفزيونية معروفة في برامج مثل كابيتال غانغ وكروسفاير وإيفانز نوفاك هانت وشيلدز. كتب أيضًا للعديد من المطبوعات الأخرى مثل مجلة ريدرز دايجست. في 4 أغسطس 2008، أعلن نوفاك تشخيص إصابته بورم في المخ، وأن تشخيصه كان «مؤلمًا»، وأنه سيتقاعد. استسلم للمرض في 18 أغسطس 2009، بعد أن عاد إلى منزله ليقضي أيامه الأخيرة مع أسرته.
أطلق زملاء نوفاك عليه لقب «أمير الظلام»، وهو وصف تبناه واستخدمه لاحقًا عنوانًا لسيرته الذاتية. بدأ بآراء معتدلة أو ليبرالية، لكن هذه الآراء تحولت إلى اليمين مع مرور الوقت. خدم لاحقًا بصفته صوتًا بارزًا للسياسة المحافظة الأمريكية في كتاباته وفي ظهوره التلفزيوني في حين اعتنق وجهات نظر مختلفة حول قضايا مثل العلاقات بين إسرائيل والولايات المتحدة وغزو العراق. طرح بعض المواضيع التي لم يتحدث أحد عنها مسبقًا خلال حياته المهنية، ولعب دورًا في الأحداث الإعلامية مثل قضية بليم.

## النشأة
ولد نوفاك في 26 فبراير 1931، في جولييت، إلينوي، وكان ابنًا لجين ساندرز وموريس نوفاك، وهو مهندس كيميائي. هاجر أجداده لأبيه من أوكرانيا، وكانت عائلة والدته من ليتوانيا. كان والدا نوفاك من اليهود العلمانيين ممن لم يكن لهم مخالطة تذكر مع مجتمعهم اليهودي المحلي ونادرًا ما حضرا الممارسات الدينية. عانى نوفاك من التهاب القصبات المزمن خلال طفولته المبكرة، ما دفع والدته إلى نقله من وإلى المدرسة بدلًا من تركه يمشي. أطلق عليه أبناء عمومته اسم «يسوع الصغير» من باب الاستهزاء بسبب اهتمام الأسرة المستمر. أحب نوفاك أيضًا مضايقة عائلته والإساءة إليها وإفزاعها منذ سن مبكرة، وشبه نفسه لاحقًا بالمتمرد الفرنسي بيرتران دي بورن.
بدأت مهنة نوفاك الصحفية عندما كان في المدرسة الثانوية، إذ كان طالبًا كاتبًا لصحيفة جولييت هيرالد نيوز، وهي صحيفة البلدة التي وُلد فيها، وحصل على عشرة سنتات لكل إنش من الكتابة. التحق بعد المدرسة الثانوية بجامعة إلينوي في أوربانا شامبين بين عامي 1948 و1952. كان والده قد التحق بالكلية، وقال لاحقًا: «لقد وُلدت لألتحق بإيلينوي». أصبح عضوًا في أخوية ألفا إبسيلون باي خلال فترته الجامعية، وكانت الأخوية الجامعية يهودية في معظمها آنذاك. استخدم نوفاك فيما بعد «المصافحة السرية» للمجموعة كلما التقى بزميله الخريج وولف بليتزر.
واصل اكتساب الخبرة في الصحافة بصفته كاتبًا رياضيًا لصحيفة ديلي إيليني، وهي صحيفة طلابية في الكلية. كتب نوفاك كيف أن خيبة أمله من عدم تعيينه محرر الرياضة الرئيسي في الصحيفة للعام الدراسي 1951-1952 أدت به إلى تخطي فصوله العليا والعمل بدوام كامل في صحيفة شامبين أوربانا كورير. بعد أربع سنوات في الجامعة، ترك نوفاك الدراسة ليصبح صحفيًا متفرغًا بدون شهادة، على الرغم من أنه كان بحاجة إلى النجاح في مقرر واحد آخر فقط. في عام 1993، قرر عميد الكلية أن أربعًا من الفصول الإلزامية للتربية البدنية والتي اجتازها نوفاك دون أن تُحتسب له يجب أن تشكل ساعات معتمدة كافية، وحصل نوفاك على درجة البكالوريوس. وصف نوفاك فيما بعد إنجازاته الأكاديمية بأنها «متفاوتة للغاية». تحدث في حفل بدء الجامعة في مايو 1998، وعزا الفضل للكلية في ترقيته من وضع مهاجر من الطبقة العاملة إلى الطبقة الوسطى الأمريكية.
خدم نوفاك في الجيش الأمريكي خلال الحرب الكورية ووصل إلى رتبة ملازم. ذكر لاحقًا أنه كان يتوقع أن يموت في الخدمة.

## آراؤه السياسية
كان نوفاك ديمقراطيًا منتسبًا، على الرغم من آرائه السياسية المحافظة. كانت وجهات نظره أكثر وسطية في بداية حياته المهنية، وأيد الترشيحات الرئاسية الديمقراطية لجون ف. كينيدي وليندون ب. جونسون، اللذين كانا صديقيه. في السنوات اللاحقة، قال إنه بقي منتسبًا إلى الحزب الديمقراطي حتى يتمكن من التصويت في الانتخابات التمهيدية للديمقراطيين في مقاطعة كولومبيا، إذ إن الفوز سوف يعادل نتائج الانتخابات. كان أيضًا صديقًا مقربًا لإيفريت ديركسن. صرح نوفاك لاحقًا أن قراءة كتاب الشاهد لويتاكر تشامبرز غيرت وجهات نظره من معتدلة إلى ليبرالية إلى مناهضة للشيوعية بشدة. منحته قراءة رسالة تشامبرز بصفته ملازمًا بالجيش الأمريكي في الحرب الكورية شعورًا بالمطلقية الأخلاقية في قضيته. تحولت آراء نوفاك إلى اليمين أكثر خلال سبعينيات القرن الماضي، لكنه ظل شديد النقد تجاه رونالد ريغان واقتصاد الموارد الجانبية في أوائل ثمانينيات القرن الماضي. غير نوفاك رأيه بعد مناقشة الاقتصاد مع ريغان وجهًا لوجه، وكتب لاحقًا أن ريغان كان أحد السياسيين القلائل الذين احترمهم على الإطلاق.
أيد نوفاك بشدة الحروب في كوريا وفيتنام وغرينادا، لكنه اتخذ موقفًا مناهضًا للتدخل بعد ذلك. كان أيضًا محافظًا اجتماعيًا متشددًا، واعتنق آراءً مناهضة للإجهاض والطلاق. كان يميل عمومًا إلى الآراء التحررية الحكومية الصغيرة منخفضة الضرائب، لكنه لم يتفق دائمًا مع تيار الجمهوريين؛ وعارض حرب العراق على وجه الخصوص. أُطلق عليه لقب المحافظ الأصلي لهذا السبب، على الرغم من أن هذه التسمية كانت موضع نزاع. ذكر العمود السياسي لنوفاك ذات مرة أنه يعتبر كل رئيس في حياته فاشلًا، باستثناء ريغان. بعد وفاة نوفاك في 18 أغسطس 2009، وصفته شيكاغو صن تايمز بأنه صوت مستقل. ذكرت الديلي تلغراف أن نوفاك شعر «بالبهجة» عند بدء القتال بين الأحزاب.

في يوليو 2007، أعرب نوفاك عن دعمه لمحاولة رون بول الوصول للرئاسة. في نفس العام، وبعد وقت قصير من نشر مذكرات نوفاك في الصيف، أجرى معه كاتب العمود السابق بيل شتيغرفالد مقابلة. قال نوفاك ردًا على سؤال حول مستقبل البلاد:
من وجهة نظري، أرى أن إعادة الاصطفاف الجمهوري الطويلة تنتهي وتدخل في فترة تفوق الديمقراطيين. أعتقد أن كثيرًا من الأخطاء ستحدث، وسوف تقع الكثير من الأشياء السيئة. لكنني أعتقد أن الشعب الأمريكي عازم حقًا على الاستفادة من سياسييهم على أفضل وجه. ... حين تُتاح لي الفرصة لمخاطبة طلاب الجامعات، أقول لهم دائمًا: «أحب دائمًا بلدك، ولكن لا تثق أبدًا في حكومتك»، أنا أؤمن بذلك حقًا.
رفض ديفيد فروم، الذي كتب لمجلة ناشونال ريفيو، اعتبار نوفاك مساهمًا في الحركة المحافظة الحديثة في مارس 2003. دفع بيانه بنوفاك إلى رد سريع ودفاعات من معلقين آخرين. كتب فروم بعد ذلك كتابه بعنوان الرجل المناسب مدفوعًا بما أسماه «استخفاف نوفاك بالحقيقة». هاجم نوفاك فروم مرة أخرى في سيرته الذاتية، ووصفه بـ «الكاذب» و«الغشاش». بعد وفاة نوفاك، كتب فروم على مدونته انتقادًا لنوفاك ووضح أيضًا أنه «كان مقدرًا لهما دائمًا أن يسيئا فهم بعضهما البعض».

## التعليم
تعلم في جامعة إلينوي في إربانا-شامبين.

## روابط خارجية
- روبرت نوفاك على موقع IMDb (الإنجليزية)
- روبرت نوفاك على موقع إن إن دي بي (الإنجليزية)
- روبرت نوفاك على موقع قاعدة بيانات الفيلم (الإنجليزية)